# Fritz Arlt
Fritz Arlt (* 12. April 1912 in Niedercunnersdorf; † 21. April 2004 in Seeg) war als deutscher nationalsozialistischer Funktionär in führender Funktion an ethnischen Säuberungen in Polen beteiligt, Leiter der Freiwilligen-Leitstelle Ost, Leiter der Flüchtlings-Leitstelle und nach 1945 Arbeitgeberverbandsfunktionär in Jugendbildungswerken.

## Leben
Fritz Arlts Elternhaus war konservativ-pietistisch, ein Teil der Verwandtschaft stammte aus Oberschlesien. Von 1926 bis 1932 wurde er in einem christlichen Internat erzogen und war in der Deutschen Freischar aktiv. Im Jahr 1929 trat er von den Jungsozialisten zur HJ über.

### 1932 mit Schelsky zur SA
Arlt trat zum 1. November 1932 in die NSDAP (Mitgliedsnummer 1.376.685) und – zusammen mit dem gleichaltrigen Helmut Schelsky – in die SA ein. Die Machtübergabe an die NSDAP erlebte er als Student, gegen den wegen einer SA-Schlägerei ein von der Polizei angestrengtes Relegationsverfahren lief (gemäß NSDAP-Darstellung gehörte er „beim Umsturz der Hilfspolizeibereitschaft Hauptmann Rost an.“). Das Relegationsverfahren wurde im April 1933 eingestellt. Arlt studierte Philosophie bei Arnold Gehlen in Leipzig, er promovierte im Jahr 1936 bei diesem und Otto Reche. Er gehörte hier einer Studentengeneration an, welche die spätere Elite im Reichssicherheitshauptamt bilden sollte. Im Dezember 1934 wurde er unbezahlter Mitarbeiter des in diesem Jahr gegründeten Rassenpolitischen Amtes (RPA).
- 1933 Vorsitzender des Studentenwerks.[3]
- 1934 Leiter des Kreisamtes für Rassen- und Bevölkerungspolitik des Kreises Leipzig. Beginn der Erhebungen zur Bevölkerungsstruktur der Juden in Leipzig, seinem Dissertationsthema von 1935/36.[3]

Zu seinem Freundeskreis gehörten – so eine spätere Selbstaussage – Hans-Joachim Schoeps, Joachim Wach und Fritz Borinski.

### 1936 mit „Volksbiologischen Studien“ zum SD
1936 schloss Arlt sein „Volksbiologische Untersuchungen“ in Leipzig ab. Diese waren eine detaillierte Aufschlüsselung der Wohnortverteilung von Menschen, welche in der Volkszählung von 1933 angegeben hatten, sie seien jüdischen Glaubens, sowie solchen, die Arlt aufgrund weiterer Ausforschungen einem Teil der „jüdischen Rasse“ zuordnete. Daten dieser Menschen registrierte Arlt auf Karteikarten und stellte die von ihm gefundene Wohnortkonzentration georeferenziert dar – eine Vorgehensweise, welche eine Selektion der Daten des einzelnen Menschen zuließ und beim SD als Vorbild für Eichmanns Aufgabe aufgenommen wurde (ein Kontaktgespräch mit dem SD ist im Folgenden dokumentiert):

„Dr. Arlt ist alter Pg. Er besitzt hervorragende Kenntnisse über das Judentum. Während seiner Zeit in Leipzig hat er sämtliche Voll-, Dreiviertel-, Halb- und Vierteljuden karteimäßig kategorisch erfasst. Diese Arbeit hat Dr. Arlt aus eigener Initiative durchgeführt. Er beabsichtigt, dieselbe Kartei zuerst für Oberschlesien und schließlich für ganz Schlesien aufzubauen und bat um die Unterstützung des S.D. (…) Dr. Arlt erbot sich, einigen SD-Angehörigen Neuhebräisch zu lehren. (…) Der Refererent II 112 des SD-OA Südost hat bereits am 3.7.36 mit Dr. Arlt Fühlung aufgenommen. Eine unmittelbare Aussprache mit dem Leiter der Abteilung II 112 in Berlin wird für angebracht gehalten.“

Im August 1936 zog Arlt nach seinem Studium von Leipzig nach Breslau; im dortigen Rassenpolitischen Amt im Gau Schlesien wurde er Amtsleiter und Gauschulungsleiter, später war er Lehrbeauftragter für „Rassenkunde“ an der Universität Breslau. Er war dort auf Vorschlag von Martin Staemmler als dessen Vertreter ins Gauamt für Rassen- und Bevölkerungsfragen berufen worden. Neben Familienpolitik und rassistischer Propaganda führte er Sonderaufträge für den Oberpräsidenten Wagner in der Grenzlandpolitik durch.
Arlt publizierte seine rassistischen Thesen unter anderem in Der Weltkampf, einer antisemitischen Zeitschrift, die später von der Hohen Schule der NSDAP unter dem technischen Leiter Kurt Wagner erworben wurde.

### 1937 Einstellung in den Führungsstab der Höheren SS- und Polizeiführer
1937 wurde der polnischsprechende Arlt bei der SS eingestellt, hier arbeitete er im Führungsstab der Höheren SS- und Polizeiführer (HSSPF) Oberschlesien. Zeitgleich begann seine Zusammenarbeit mit der Dienststelle Canaris.
Ab 1937 wurden beim SD Informationen für einen möglichen Krieg gegen Polen gesammelt. Ein Sonderfahndungsbuch Polen, das etwa 61.000 Namen polnischer Intelligenz umfasste, war angelegt worden. Franz Six baute im Amt II die Zentralstelle II P (Polen) auf. Vor der Einrichtung der Zentralstelle II P (Polen) des SD hatte sich Herbert Hagen Gedanken über „Verbindungsmöglichkeiten nach Polen“ gemacht und notiert, „daß es darauf ankomme, in Polen Personen zu kennen, die genaue Auskünfte zu einer vollständigen Erfassung des Judentums in Polen geben können“.
Heirat mit Ida Maria Hübsch.

### „Rasse, Volk und Erbgut in Schlesien“
Anfang 1938 beschwerte sich der Gauleiter des Gau Schlesien Josef Wagner beim Reichsministerium für Wissenschaft, Erziehung und Volksbildung, dass die Rassenzusammensetzung Schlesiens in populären und halbwissenschaftlichen Darstellungen oft falsch sei: Schlesien sei „nordisch“, nicht „ostisch“, dies sei durch Untersuchungen des Breslauer Professor für Rassenkunde Egon Freiherr von Eickstedts und seiner Mitarbeiter wissenschaftlich belegt. Er forderte, solche Darstellungen in Zukunft zu unterbinden. Für weitere Auskünfte sei Fritz Arlt zuständig.
Das Reichsministerium beauftragte die Publikationsstelle in Berlin-Dahlem in Zusammenarbeit mit der Nordostdeutschen Forschungsgemeinschaft (NODFG), die für die Kontrolle der wissenschaftlichen Publikationen im Bereich Ostforschung zuständig waren, sich sachkundig zu machen. Johannes Papritz von der Publikationsstelle fragte bei Rassenkundlern wie Otto Reche und Fritz Lenz sowie bei Hermann Aubin, dem Breslauer Vertreter der NODFG, um Beurteilung der Schlesienuntersuchung nach. Arlt hatte 1938 zusammen mit Heinrich Tewes eine Heftreihe „Volk, Rasse, Erbwert“ in Schlesien begonnen, später aber zusammen mit Tewes an der Herausgabe der Eickstedtschen Schlesienuntersuchung: „Rasse, Volk, Erbgut in Schlesien“ mitgewirkt und vermutlich auch praktische und organisatorische Hilfen geleistet.
Die Beurteilung fiel aufgrund persönlicher Animositäten gegenüber Eickstedt und berechtigten methodischen Kritikpunkten, die vor allem Lenz, aber auch Otmar Freiherr von Verschuer beisteuerten, negativ aus. Das Reichsministerium verschleierte seine Quelle und fügte eine Stellungnahme des „Beauftragten für die gesamte geistige und weltanschauliche Schulung der NSDAP“ bei. Arlt wurde auf Anweisung aus Berlin 1943 durch Wagners Nachfolger Fritz Bracht zum Rückzug aus dem Projekt gezwungen.
Eine Zensur oder ein Einziehen der Heftreihe wurde nicht als nötig befunden, auch weil Martin Staemmler sich für sie starkgemacht hatte. Der Zensurversuch zur Rassenkunde Schlesiens, den die Gruppe um Arlt versuchte, scheiterte damit durch amtliche und parteiamtliche Erlasse.
Diese Schlesienuntersuchung, die z. B. auch die Verkartung von Kirchenbüchern durch den NSLB integrierte, ist das Gegenstück zu Arlts Rassenkunde an „Fremdrassigen“.

### 1938 „Volksbiologische Studien“, Anleitung zur Massenabschiebung
1938 wurde Arlt Gaubeauftragter des RPAs im Gau Schlesien. Im selben Jahr wurden Arlts „Volksbiologische Untersuchungen“ veröffentlicht. In diesen schlug er vor, die Leipziger Juden als Ausländer auszuweisen und nach ihren Herkunftsorten in Polen zu deportieren.
Die von Arlt vorgeschlagene Vorgehensweise wurde 1938 in einem Zusammenspiel von deutscher und polnischer Regierung durch Abschiebungen massenhaft ausgeführt. Die Reaktionszeit der polnischen Regierung im Rahmen dieser ersten Massenabschiebungen 1938 machte deutlich, dass auch die Regierung von Polen über – nach Religion und Muttersprache selektierbare – fortgeschriebene Volkszählungsdaten von 1931 verfügte.
Am Abend des 29. Oktober 1938 hatte die polnische Regierung angeordnet, deutsche Bürger aus Posen und Pommerellen abzuschieben. Die deutsche Regierung argumentierte, dass die Abschiebung von Ariern den Konflikt verschärfen würde, worauf die polnische Regierung nur jüdische Deutsche abschob.

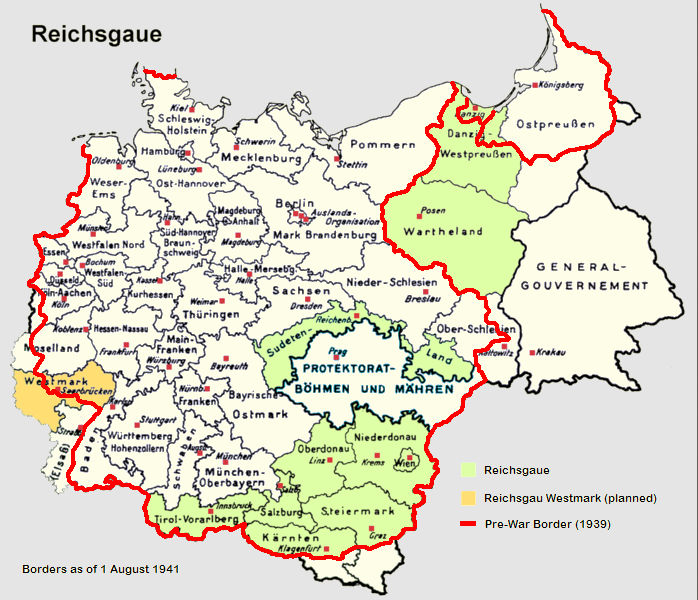
Reichsgaue und Generalgouvernement im Juni 1941

### 1939 „Bevölkerungswesen und Fürsorge“ im Generalgouvernement
Noch im August 1939 erarbeitete Arlt in Breslau die sogenannte Judenkartei, wofür er den jüdischen, später nach Auschwitz deportierten und ermordeten Historiker Willy Cohn durch Vorladung verpflichtete und sich dessen Kenntnisse zunutze machte. Er requirierte auch „gegen Ehrenwort“ einschlägige Bücher aus dessen umfangreicher Bibliothek.
Arlt nahm beim Überfall auf Polen bei einem Brieger Bataillon teil. Beim Überfall auf Polen konfiszierte der SD die Daten der Volkszählung in der Universität in Warschau. Im Oktober 1939 wurde Arlt Leiter der Abteilung „Bevölkerungswesen und Fürsorge“ unter dem Besatzungsregime des Generalgouverneurs von Polen, Hans Frank.
Aus dem Warthegau wurden unter maßgeblicher Beteiligung von Arthur Greiser im Frühjahr 1940 monatlich 15.000 Polen in das Generalgouvernement abgeschoben. In einem Filminterview für die BBC äußerte sich Arlt 1997 in der 31. Minute des 48:20 Minuten dauernden Filmes zu den Opfern dieser Deportationen, welche nach ihrer Ankunft unter seiner Verantwortung als Leiter des Amtes für „Bevölkerungswesen und Fürsorge“ im Generalgouvernement standen:
30:49 Fritz Arlt: Nacht für Nacht kamen Evakuiertenzüge, die die sogenannte Umsiedlungszentrale, deren Chef Herr Eichmann war, in das Generalgouvernement die Leute wurden raus geschmissen aus den Zügen, ob auf dem Marktplatz, auf dem Bahnhof, wo es irgend wo war, und es kümmerte sich Niemand darum.
31:13 So wir bekamen also einen Telefonanruf von dem Kreishauptmann, das ist der Landrat etwa. Der sagte jetzt ich weiß nicht mehr was ich machen soll.
Da sind wieder so und so viele daher gekommen, ich habe weder Wohnung, noch zu Essen, noch sonst Etwas.
32:25 Wenn ich an Frank denke, so muss ich sagen: war eine tragisch komische Figur. Der Frank war ein hoch intelligenter Bursche, war ein guter Musiker, Pianist. Herr Frank war einer, der auf Präsentation und auf Repräsentation sehr viel Wert legte. Weshalb man spöttischer Weise den König von Polen nannte.
35:12 Dr. Fritz Arlt: half beim Umgang mit dem Problem von nicht umsiedlungswilligen Baltendeutschen
35:19 In unserem Interview mit ihm betonte Dr. Arlt, dass er der besetzten Bevölkerung helfen wollte.
35:29 Aber dieser Brief über die ethnisch deutschen Bauern zeigt einen anderen Charakter von Arlt.
35:43 Er hat das Diktierzeichen A für Arlt, wir erinnerten ihn an die Existenz dieses Briefes.
35:49 Ja was soll ich auch noch, Fragen Sie!
35:55 Der Brief führte dazu, dass Ringführer (Wehrwirtschaftsführer) der ethnisch Deutschen in ein Konzentrationslager geschickt wurden.
36:03 Frage: Aber was war für Sie jetzt ein Konzentrationslager?, Wenn sie sagen, die Einlieferung soll in ein Konzentrationslager sein?
36:09 Arlt: Was für mich ein Konzentrationslager war?, Genau in dem Begriff: Ein Lager, in dem Menschen, die irgendwie eine Gefahr bedeuten für die Ordnung konzentriert worden sind.
36:35 Frage: Empfanden Sie damals dass das vielleicht eine harte Strafe ist?
36:39 Arlt: Entschuldigen Sie das war den Leuten bekannt, dass die also vermutlich damit rechnen mussten.
Arlt: Ich weiß das nicht ich bin ja nie Lagerverwalter gewesen.
36:58 Sprecher: Dr. Arlt trat 1932 in die NSDAP ein, schämt er sich heute in der NSDAP gewesen zu sein?
36:59 Arlt: Ich schäme mich nicht, dass ich Nationalsozialist geworden bin, sondern ich bin durchaus mit einer absoluten Überlegung aus der Situationsanalyse heraus dazu gegangen.
Der Abteilung „Bevölkerungswesen und Fürsorge“ unterstanden die Heil- und Pflegeanstalten, in welchen alte und kranke Patienten ermordet wurden, beispielsweise die Kranken der psychiatrischen Anstalt Chełm am 12. Januar 1940.
Im Juli 1940 attestierte Arlt im von ihm herausgegebenen „Volkspolitischen Informationsdienst“ der Regierung des Generalgouvernements, Innere Verwaltung „Bevölkerungswesen und Fürsorge“ (Krakau 1940) Übersicht über die Bevölkerungsverhältnisse im Generalgouvernement und dem besetzten Gebiet Überbevölkerung: Die Fläche des Generalgouvernements bestehe zu weniger als einem Fünftel aus guten Ackerboden, die Bevölkerungsdichte reiche aber mit 126 Menschen pro Quadratkilometer fast an die des Deutschen Reiches heran. „Das ist sowohl in Hinsicht auf die natürliche Bodenausstattung als auch in Hinsicht seiner industriellen Aufbereitung und Einrichtung zuviel. (…) Das Generalgouvernement ist ein übervölkertes Gebiet“ (S. 20). „Der Bevölkerungskundler kennt aus der Geschichte und der praktischen Bevölkerungspolitik drei Wege zur Lösung des Problems der Überbevölkerung“, so fuhr Arlt fort: Die erste Möglichkeit sei, die „Dezimierung der Volkszahl durch Abwanderung auf Zeit (Saisonwanderung)“. Dies wurde durch massenhafte Aushebung von Zwangsarbeitern für die deutsche Rüstungs- und Landwirtschaft bewerkstelligt. Die zweite „Lösung“ nennt Arlt die „endgültige Auswanderung“. Diese, so schloss Arlt, sei aber durch den Krieg nicht möglich.
Auf die dritte Lösung, die physische Vernichtung, verwies Arlt in Form von Überlegungen. Sie betrafen die Erhöhung der Sterblichkeit der verwundbarsten Opfer des Naziregimes, der Säuglinge und über 65-Jährigen, und die „Zahl der an sich Lebensschwachen, der Gebrechlichen und Kranken in den übrigen Altersschichten“ (S. 9). Arlt bezeichnete diese als „die am meisten dem Absterbeprozeß unterworfenen Schichten“. Später war Arlt Leiter des Zentralinstituts für Landesforschung in Oberschlesien und zudem Leiter der Außenstelle Oberschlesien beim Reichskommissar für die Festigung deutschen Volkstums (RKF).
Arlt wurde im Jahr 1940 von der Wehrmacht in die SS überführt.

### In Vorbereitung auf den 22. Juni 1941: die „Freiwilligen-Leitstelle Ost“
Der Leiter des SS-Hauptamtes, Gottlob Berger hatte seinen Bekannten Fritz Arlt mit der Bildung der „Freiwilligen-Leitstelle Ost“ beauftragt.
In der „Freiwilligen-Leitstelle Ost“ wurden nichtrussische Kampfverbände in der Truppe Ausländische Freiwillige der Waffen-SS aus Osteuropa zusammengefasst.

### Zentralinstitut für oberschlesische Landesforschung
1941 baute Arlt, nachdem er durch Bracht als Stabsführer des B.d.R.RFSS/RKF übernommen wurde, die Hauptämter Volkstumsfragen, Schule und Bildung sowie das Zentralinstitut für oberschlesische Landesforschung auf.

### Rückzug an die Front
Im Jahr 1943 fiel Arlt nach eigener Angabe Intrigen in der NSDAP und der deutschen Rassenkunde zum Opfer. Er meldete sich zur Truppe, wurde an Sturmgeschützen geschult und nahm an Kämpfen der SS-Panzer-Division „Das Reich“ teil. 1944 wurde er verwundet und übernahm die Freiwilligenleitstelle Ost (für Balten, Ukrainer, Weißruthenen, Kosaken) der SS. Bei Kriegsende geriet er mit einer ukrainischen Freiwilligeneinheit in Gefangenschaft.

### Nach dem 1. Oktober 1944: die „Flüchtlings-Leitstelle“
Gottlob Berger war der organisatorische Schöpfer der Waffen-SS; Berger wurde neben seinen bereits vielfältigen Funktionen am 1. Oktober 1944 von Heinrich Himmler zum Leiter des Kriegsgefangenenwesens ernannt. In dieser Funktion hatte Berger im April 1945 gestattet, dass amerikanische Gefangene durch Verpflegungskonvois des Deutschen Roten Kreuzes unter Ernst-Robert Grawitz versorgt wurden. Aus der „Freiwilligen-Leitstelle Ost“ wurde die „Flüchtlings-Leitstelle“.
Im November 1944 wurde SS-Obersturmbannführer Arlt zur Beförderung zum Standartenführer von seinem Vorgesetzten, SS-Obergruppenführer und General der Polizei Ernst-Heinrich Schmauser, nominiert. Ende Januar 1945 jedoch wurde der Antrag auf Beförderung, da er noch zu jung war, abgelehnt.

Im Januar 1945 wurde die 14. Waffen-Grenadier-Division der SS (galizische Nr. 1) als 1. Ukrainische Division der Ukrainischen National-Armee neu formiert, eine Formalität, die lediglich auf dem Papier stattfand (aber später das Leben der Soldaten rettete). Im Mai 1945 begab sich die Division in britische Kriegsgefangenschaft. Im Gegensatz zu den meisten anderen osteuropäischen Freiwilligenverbänden wurden ihre Angehörigen zum überwiegenden Teil nicht an die Sowjetunion ausgeliefert, sondern durften nach Kanada und Australien auswandern.
1945 wurde das „Deutsche Rote Kreuz“ durch die Besatzungsmächte weitgehend aufgelöst, in der französischen und der sowjetischen Besatzungszone war das DRK verboten. Im Neuaufnahmeantrag an das Zentralkomitee der Nationalen Rotkreuzgesellschaften vom 26. Juni 1952 wurde der Umstand wie folgt beschrieben: „Diese im Jahre 1921 unter dem Namen ‚Deutsches Rotes Kreuz‘ gegründete nationale Gesellschaft, die ihre Tätigkeit auf die Gesamtheit des deutschen Gebietes erstreckte, wurde im Laufe des Sommers 1945 durch eine Verfügung der Besatzungsbehörde aufgelöst.“.

## Nach 1945
Arlt wurde im Jahr 1949 in München als sogenannter „Mitläufer“ entnazifiziert; zuvor hatte er für die Amerikaner Studien über ostpolitische Beziehungen der Deutschen und zur psychologischen Kriegsführung erarbeitet.
Nach 1945 war Arlt mit seinen Bekannten Schelsky und Wagner maßgeblich am Aufbau des Suchdienstes des Deutschen Roten Kreuzes beteiligt. In den Jahren 1954 bis 1957 leitete Arlt die Abteilung „Bildungsarbeit und gesellschaftspolitische Fragen“ beim Institut der deutschen Wirtschaft in Köln. Er war außerdem Mitglied in der Geschäftsführung der Bundesvereinigung der Deutschen Arbeitgeberverbände.
Das staatliche Deutsch-Französische Jugendwerk (DFJW) wählte ihn zum stellvertretenden Kuratoriums-Mitglied. Nachdem Arlts Tätigkeit als SS-Obersturmbannführer und Gauamtsleiter des Rassenpolitischen Amtes in Schlesien publik geworden war, schied er Ende Dezember 1965 auf Druck der französischen Öffentlichkeit aus dem Gremium aus.
Mit der letzten Bundesministerin für innerdeutsche Beziehungen, Dorothee Wilms, veröffentlichte Arlt vier Bücher zur Sozial- und Wirtschaftspolitik.
In den Jahren 1972 bis 1978 war Arlt als freier Unternehmensberater tätig.

## Schriften von Fritz Arlt
- Volksbiologische Untersuchungen über die Juden in Leipzig. Hirzel, Leipzig 1938 (Archiv für Bevölkerungswissenschaft und Bevölkerungspolitik, Beiheft 4)
- Die Unterjochung der Nichtjuden. Ein Programmbild aus der Bücherei der Breslauer Judenlogen. Zugleich ein Beitrag zur Psychologie des Judentums. Zeitschrift „Der Weltkampf“, Hrsg. Institut zur Erforschung der Judenfrage, Jg. 15, 1938, S. 199–202.
- Übersicht über die Bevölkerungsverhältnisse im Generalgouvernement. 1940
- Aufgaben und Wege der Wirtschaft in der Jugenderziehung Deutsche Industrieverlagsgesellschaft 1955
- mit Dorothee Wilms: Junge Arbeiter antworten: Junge Arbeiter und Angestellte äussern sich zu Beruf und Arbeit, Gesellschaft und Bildung. Ein Beitrag zur Jugendsozialarbeit innerhalb und ausserhalb des Betriebes. Westermann, 1962
- Polen-, Ukrainer-, Juden-Politik im Generalgouvernement für die besetzten polnischen Gebiete 1939/1940 in Oberschlesien 1941/1943 und im Freiheitskampf der unterdrückten Ostvölker. Dokumente, Äußerungen von Polen, Ukrainern und Juden. Richtigstellungen von Fälschungen. Erinnerungen eines Insiders. Wissenschaftlicher Buchdienst Herbert Taege,[21] Lindenhorst 1995, ISBN 3-000001182.